# 程海厝
程海厝，是臺灣雲林縣東勢鄉的一個傳統地域名稱，位於該鄉西南部。相較於今日行政區，其範圍為程海村不含東部北側凸出部分。

## 歷史
台灣清治末期，程海厝地區為一街庄，稱為「程海厝庄」，隸屬於海豐堡。該庄北北東與路利潭庄為鄰，東南東與東勢厝庄為鄰，南邊為牛埔頭庄，南南西邊隔舊虎尾溪與尖山堡的羊稠厝庄為界，西北西邊為同堡的牛厝庄、五塊藔庄。
1901年（日治明治三十四年）11月，全台廢縣廳改設二十廳，該庄隸屬於斗六廳。1903年（明治三十六年）6月，該庄編入「東勢厝區」，仍隸屬於斗六廳。1909年（明治四十二年）10月，合併二十廳為十二廳，東勢厝區改隸屬於嘉義廳。1920年（大正九年），全台地方制度大改正，廢十二廳改設五州二廳，該庄改制為「程海厝」大字，隸屬於臺南州虎尾郡海口庄。
戰後海口庄改制為海口鄉，隸屬於臺南縣，大字亦改制為村。1946年9月，海口鄉拆分為臺西、東勢兩鄉，本地區隸屬於東勢鄉。1950年9月，雲、嘉、南分治，東勢鄉改隸屬於雲林縣。

## 聚落
本地區發展較早的聚落有程海厝、劉厝等，在日治期初期的官方地圖上已有記載。

## 交通
省道台78線即「東西向快速公路－台西古坑線」，是雲林縣境內的東西向快速公路，大致以西向東經過本地區北端。境內未設交流道，西側最近的是位於省道台17線交會處的台西交流道；東側最近的是位於東鄰東勢厝境內縣道153號交會處的東勢交流道。由此等向西可前往台西鄉並止於省道台61線（西部濱海快速公路）交會處的台西交流道；向東可前往元長鄉北部、土庫鎮、虎尾鎮南部、大埤鄉東北部、斗南鎮、斗六市南部、古坑鄉西北部、高厝林子頭的東側端點（古坑端）並止於國道3號古坑系統交流道；亦可於雲林系統交流道轉接國道1號前往台灣西部南北各地。
縣道158號（文化路、中山路）是台西鄉海口至斗南鎮北勢仔的道路，大致以西微南—東微北走向轉西南微西—東北微東走向經過本地區，並經過省道台78線（東西向快速公路－台西古坑線）高架橋下。由該道路向西微南轉西北西可繞過東勢市區北側前往台西鄉並止於省道台17線路口；向東北微東可前往土庫鎮、虎尾鎮、斗南鎮並止於省道台1線路口。
縣道153號（光復南路、北美路、無名道路、安南路）是麥寮鄉至北港鎮好收的道路，大致以北北東—南南西走向轉北向南再轉西北微北—東南微南走向再轉北北東—南南西走向再轉西北微北—東南微南走向經過本地區西部邊界外不遠處的同安厝、下許厝寮交界地帶及東勢厝（東勢市區）境內，並經過省道台78線（東西向快速公路－台西古坑線）東勢交流道、縣道158號路口。由該道路向北北東轉北可前往麥寮市區南側並止於省道台17線路口；向東南微南可前往四湖鄉東部、北港鎮西部略偏北的好收並止於縣道155號路口。
鄉道雲122線是舊泉州至程海厝的道路，大致以西微北—東微南走向由本地區西部邊界南側入境後，繞大彎轉東北微東，至路口轉北北東蜿蜒而行，於本地區北部邊界偏西側處經鄉道雲124-2線終點路口出境。由該道路向西北微西可前往程海厝南部、程海厝與牛厝交界地帶、牛厝、丘厝並止於該地區中部略偏北的鄉道雲126-1線路口。
鄉道雲123線是十張犁至劉厝的道路。
鄉道雲124線（嘉芳北路）是五榔（五塊寮）至東勢的道路，其東側端點（終點）位於本地區北部略偏東近邊界地帶的縣道153號路口。由此向西北轉西北西，出境後可前往東勢厝西南部、程海厝北部、五塊寮並止於縣道158號路口。
鄉道雲124-1線是程海至劉厝的道路。
鄉道雲124-2線（富農南路、懷恩街）是東勢至港底寮的道路，全線位於本地區西北部邊界地帶，其東北側端點（起點）位於本地區北部邊界地帶的鄉道124線路口。由此向南南西轉西南西再轉西南微西沿邊界而行，其後沿轉西南再轉西，出境一小段後轉西南再度入境，經鄉道雲112-1線起點路口後續行，於下一個路口轉西蜿蜒而行，至位於本地區西部邊界地帶的路口轉西南再轉西南西沿邊界而行，止於港底寮聚落東北郊的鄉道122號路口。

## 廟宇
- 十八將軍祠（祭祀空難身亡的空軍官兵）